# Murkvadranten

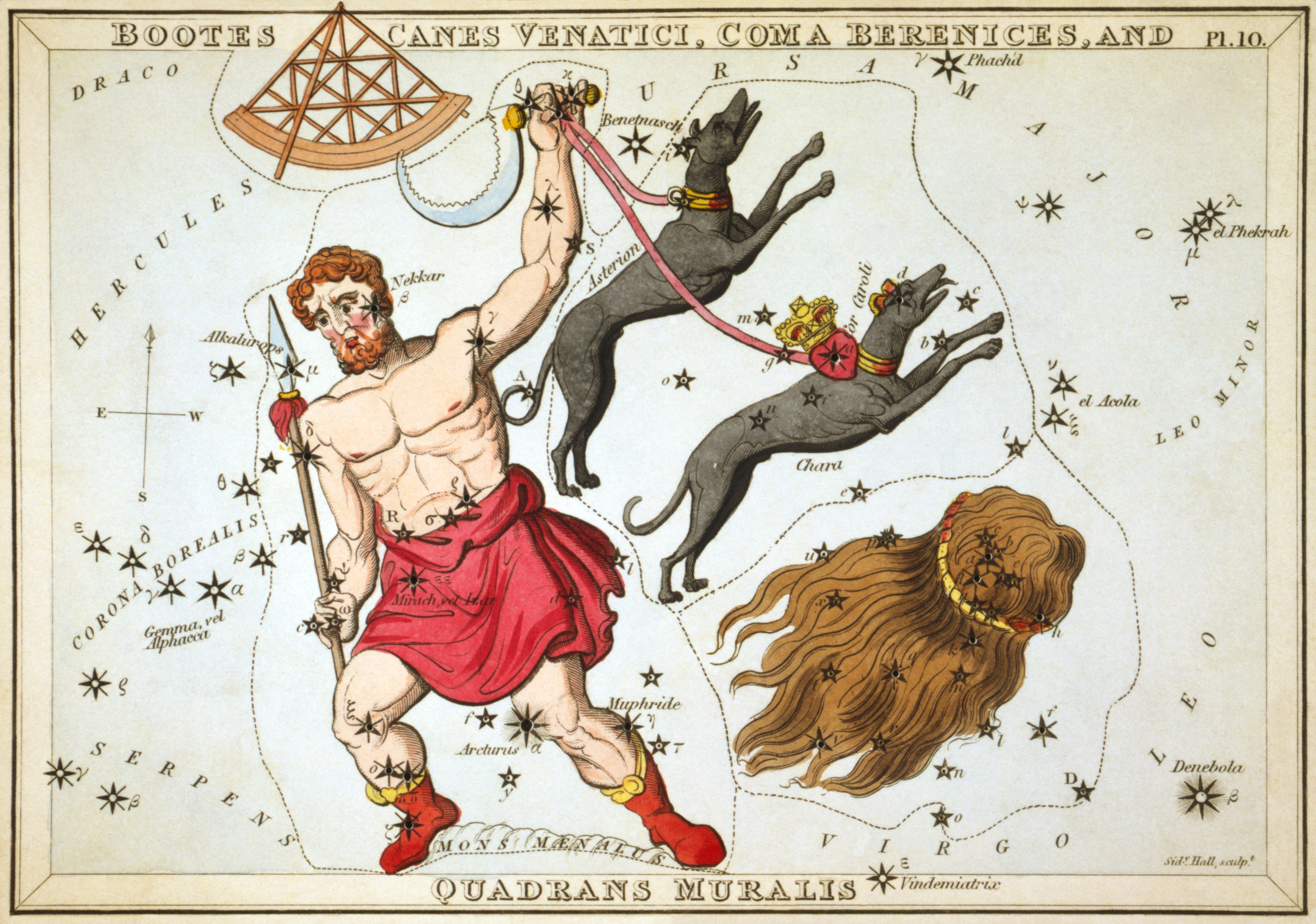
Murkvadranten uppe till vänster på denna stjärnkarta från 1825.

Murkvadranten, (Quadrans Muralis på latin), var en liten och mycket ljussvag stjärnbild på norra stjärnhimlen, strax väster om Karlavagnens tistelstång.
Den föreslogs av den franske astronomen Jerome Lalande och avbildades första gången 1795 under det franska namnet Le Mural. Det skedde i 1795 års upplaga av ”Atlas Céleste” av  Jean Fortin. Namnet latiniserades i Johann Elert Bodes monumentalverk Uranographia, sive Astrorum Descriptio viginti tabulis aeneis incisa … (1801). Stjärnbilden krymptes då en aning, för att inte inkränkta på sina ”grannar”.
Stjärnbilden vann aldrig acceptans bland astronomerna, men namnet finns kvar, efter den meteorsvärm som blev uppkallad efter stjärnbilden, eftersom den har sin radiant där. Kvadrantiderna är en årlig meteorsvärm i början av januari.

## Stjärnor
Murkvadrantens stjärnor var av magnitud 5–7. Stjärnbilden var därför möjlig att urskilja för blotta ögat bara till delar, även vid bra siktförhållanden. Ingen av stjärnorna har fått Bayer-beteckning.